# Ein Heldenleben
Ein Heldenleben op. 40 ist eine sinfonische Dichtung von Richard Strauss. Das im Jahr 1898 vollendete Werk zählt zu den ausgereiften Werken des Komponisten in diesem Genre. Strauss widmete das Stück dem damals 27 Jahre alten Willem Mengelberg und dem Concertgebouw-Orchester. Es wurde am 3. März 1899 vom Frankfurter Opernhaus- und Museumsorchester unter der Leitung des Komponisten uraufgeführt. Das Konzert fand „eine einmüthig begeisterte Aufnahme. Auch von Zürich waren Künstler und Kunstfreunde herbeigeeilt, um der bemerkenswerthen Erstaufführung beizuwohnen. Dem Componisten wurden stürmische Huldigungen dargebracht.“ Am 22. März fand die erste Aufführung in Berlin unter der Leitung von Felix Weingartner statt.

## Besetzung
4 Flöten (4. Piccolo), 4 Oboen (4. auch Englischhorn), 4 Klarinetten (1. und 2. in B, 3. in Es, 4. Bassklarinette) 4 Fagotte (4. Kontrafagott), 8 Hörner in F und E, 5 Trompeten (2 in Es und E, 3 in B, teilweise hinter der Bühne), 3 Posaunen, 2 Tuben (1. „Tenortuba“ in B, wird heute in der Regel auf einem Euphonium gespielt, 2. in C), Pauken, Schlagwerk (kleine Trommel, Tenortrommel und Große Trommel, Becken, Tamtam und Triangel), 2 Harfen, Streicher (mit Solovioline).

## Struktur und Analyse
Ein Heldenleben ist eine durchkomponierte sinfonische Dichtung mit einer Spieldauer von etwa 50 Minuten, die ohne Unterbrechung aufgeführt wird. Ursprünglich hatte der Komponist sechs Überschriften oder Satzbezeichnungen eingefügt, die auf seinen Wunsch bei späteren Auflagen der Partitur entfernt wurden:
1. Der Held
2. Des Helden Widersacher
3. Des Helden Gefährtin
4. Des Helden Walstatt
5. Des Helden Friedenswerke
6. Des Helden Weltflucht und Vollendung

Im gesamten Werk verwendet Strauss eine Kompositionstechnik mit Leitmotiven nach Richard Wagner, wobei die Motive zumeist in die erweiterte symphonische Form (Sonate mit Rondo) eingebettet sind. Eine Besonderheit ist der mehrfache Einsatz einer Solo-Violine (für das „Programm“ der Komposition als „Stimme des Helden“ zu deuten). Dies wird in der Regel vom Konzertmeister übernommen.

### 1. Der Held
Das Thema des Helden, das erstmals unisono von den Hörnern und Celli gespielt wird, erinnert mit seiner schnell aufsteigenden Melodieführung an das Eingangsthema der dritten Sinfonie von Ludwig van Beethoven (Eroica): Der Es-Dur-Dreiklang überstreicht fast vier Oktaven und wird von den Hörnern während des gesamten Themas parallel aufgegriffen. Ein kontrastierendes, lyrisch geprägtes Thema taucht erstmals in H-Dur in den hohen Streichern und Bläsern auf, gefolgt von einem zweiten heroischen Motiv, das von einer stufenweise absteigenden Quarte eingerahmt wird. Trompetensignale verkünden den Aufbruch des Helden zu seinen Abenteuern mit einem Dominant-Septakkord, gefolgt von einer unerwarteten, dramatischen Generalpause, der einzigen ausgedehnten Stilleperiode des gesamten Werks.

### 2. Des Helden Widersacher
Die Gegner treten in Gestalt von chromatischem und atonalem Quietschen und Knurren aus Holzbläsern und tiefem Blech auf den Plan, angefangen mit der Flöte. Mehrere Motive in kontrastierenden Registern und Klangfarben erzeugen den klanglichen Eindruck von aufdringlicher Kleinlichkeit und Spott.
Gerüchteweise handelt es sich bei den derartig sarkastisch dargestellten Widersachern um Strauss’ Kritiker aus dem 19. Jahrhundert wie etwa den Wiener Musikwissenschaftler Eduard Hanslick, der unnachahmlich als ominöses viertöniges Leitmotiv von Tenor- und Basstuba in Quintparallelen in der Partitur auftaucht. Nur das Thema des Helden selbst kann die Widersacher zum Schweigen bringen, wenngleich nur für einen kurzen Augenblick.

### 3. Des Helden Gefährtin
Eine Solo-Violine übernimmt mit einer zarten Melodie die Rolle der Gefährtin. In einer ausführlichen, begleiteten Kadenz, die der Komponist nach Art eines Rezitativs in der Partitur mit detaillierten Spielanweisungen versah, präsentiert die Violine neues motivisches Material. Im Wechsel dazu stellen die tiefen Streicher, Holz- und Blechbläser in kurzen Einwürfen ein raumgreifendes drittes Helden-Motiv vor. Bereits an dieser Stelle deutet die Violine kurz ein Thema an, das im letzten Abschnitt des Stücks breiten Raum beansprucht. Im Anschluss an die Violin-Kadenz wird das neue Material zu einer gesanglichen Episode zusammengeführt, die in Ges-Dur beginnt: Der Held hat seine romantische Stimme gefunden, ein Glücksgefühl stellt sich ein. Inmitten einer schläfrigen Stille ertönen kurze Fragmente des Widersacher-Motivs. Ein neues Fanfaren-Motiv von Trompeten hinter den Kulissen, das von denen im Orchester wiederholt wird, kündet vom Beginn der Schlacht: Seine Anhänger rufen den Helden herbei.
Diese drei einleitenden Abschnitte bilden eine aufwändige Exposition mit den Merkmalen einer mehrsätzigen Sinfonie, insbesondere was den Kontrast von Atmosphäre und Tempo betrifft. Der Rest des Werks umfasst Durchführung, Reprise und Coda, wobei gelegentlich zusätzliches thematisches Material eingeführt wird.

### 4. Des Helden Walstatt
In dieser ersten ausführlichen Durchführung des Werks versinnbildlicht das Schlagwerk den Vormarsch der Heerscharen, während Trompetensignale in der ersten im 3/4-Takt notierten Passage des Stücks zur Schlacht rufen, eine bizarre Variation des ersten „Widersacher“-Themas. Der Streit nimmt seinen Fortgang in Form einer tragischen Entwicklung der zuvor eingeführten Motive und Themen. Mit süßen Melodien erinnern die Geigen den Helden daran, dass die Geliebte seine Rückkehr ersehnt. Eine Abfolge lauter und spieltechnisch sehr anspruchsvoller Fanfarenstöße deuten an, dass die Schlacht einen Wendepunkt erreicht hat, während die Musik sich auf einen harmonischen Höhepunkt in Ges-Dur und der verwandten Tonart es-Moll nähert. Das Schlagwerk durchdringt den gesamten Satz, der eine effiziente Darstellung des lebhaften Kampfgeschehens bildet. Am Ende gewinnt das Thema des Helden die Oberhand über die sich hastig zurückziehenden Widersacher in einem beispiellosen kompositorischen „Wandteppich“ menschlicher Auseinandersetzung. Der Sieg wird nun dargestellt (erneut im 4/4-Takt) in einer modifizierten Rekapitulation des Helden-Themas wie zu Eingang des Stückes, diesmal jedoch zu einer majestätischen, ständig wiederholten Begleitmelodie in Achtelnoten. Ein neues gesangliches Thema erscheint in den Trompeten; seine ausführliche Entwicklung leitet zum folgenden Abschnitt über.

### 5. Des Helden Friedenswerke
Der Sieg des Helden wird unter Themen aus früheren Werken von Strauss gefeiert, darunter Till Eulenspiegels lustige Streiche, Macbeth, Also sprach Zarathustra, Don Juan (das erste hier erscheinende Thema), Don Quixote und zahlreiche andere Werke von Strauss, sowohl sinfonische Dichtungen als auch Lieder. Die friedvollen, aufsteigenden Melodien leiten zum letzten Abschnitt über, indem sie die Unruhe besänftigen, die sich in unserem Helden aufbaut.

### 6. Des Helden Weltflucht und Vollendung
Ein weiteres neues Motiv erscheint, beginnend mit einem rasch absteigenden E-Dur-Dreiklang, der eine neue Entwicklung des Helden-Themas einleitet: Ein Klagelied, gespielt von Harfe, Fagott, Englischhorn und Streichern. Die früheren Werke des Helden erscheinen hier als Kontrapunkt. Indem er sich von weltlichen Gedanken und Werten befreit, malt der Held sich neue, größere und außergewöhnliche Abenteuer aus und strebt nach Erlösung von seinen Ängsten. Das erneute Auftauchen des vorherigen „Hanslick“-Motivs leitet eine agitato-Episode ein, als der Held sich an die Schlachten seiner Vergangenheit erinnert, um abermals von der Gefährtin getröstet zu werden. Es folgt ein deutlich pastoral geprägtes Zwischenspiel mit Englischhorn, das an Rossinis Ouvertüre zu Wilhelm Tell erinnert. Der absteigende Dreiklang erscheint nun langsam, cantabile, als Kopf jenes neuen, friedlichen Themas in Es-Dur, das zuvor in der Violin-Kadenz angedeutet wurde. In einer feierlichen letzten Variation des ursprünglichen Helden-Motivs intonieren die Blechbläser eine letzte Fanfare für den Helden, der sich aus dem Leben zurückzieht. Diese Passage lässt sich als Überleitung zum Anfang einer weiteren sinfonischen Dichtung ansehen, Also sprach Zarathustra, die oft gemeinsam mit Ein Heldenleben aufgeführt wird.

## Kritik
Zahlreiche Kritiker haben Ein Heldenleben als schamlose Selbstverherrlichung des Komponisten gebrandmarkt. Aus dieser Perspektive erscheint Strauss als Egomane, der sich selbst als Helden überzeichnet, während seine Frau die treue Gefährtin darstellt und die Kritiker mit hinterhältigem Spott der Lächerlichkeit preisgegeben werden. Von Strauss selbst ist immerhin der Kommentar überliefert, dass er sich als ebenso interessanten Gegenstand der Forschung betrachte wie Nero oder Napoleon.
Es ist jedoch eher denkbar, dass diese Selbstdarstellung nicht ganz ernst gemeint ist, was Strauss auch selbst zugegeben hat. Seinem Freund Romain Rolland erläuterte er: „Ich bin kein Held. Mir fehlt die nötige Kraft; ich bin nicht für die Schlacht gemacht; ich ziehe es vor, mich zurückzuziehen, Ruhe und Frieden zu genießen …“ Zahlreiche Kritiker haben das Programm des Stücks wörtlich genommen, während andere nach wie vor vermuten, dass es gewisse autobiographische Züge trägt.
In der Einleitung seines Bach-Portraits erläutert Peter Schickele, dass er für Bach das tun wollte, „was Copland für Lincoln, Tchaikovsky für die Kleinrussen und Richard Strauss für sich selbst getan hat“.

## Urheberrechtsprozess
Heinrich G. Noren zitierte in seinen 1907 uraufgeführten Orchestervariationen Kaleidoskop zwei Themen aus dem Heldenleben als Hommage „an einen berühmten Zeitgenossen“, woraufhin er – gegen den Willen von Strauss – vom Verlag F. E. C. Leuckart, der das Heldenleben veröffentlicht hatte, wegen Urheberrechtsverletzung verklagt wurde.
Gemäß § 13 des seinerzeitigen deutschen Urheberrechtes war es unzulässig, „eine Melodie erkennbar eine[m] Werke der Tonkunst zu entnehmen“.
Im Prozess musste „zum erstenmal die Frage, ob auch symphonische Themen als Melodien zu betrachten sind und als solche den ‚Schutz der Melodien‘ genießen, richterlich entschieden“ werden.
1908 entschied das Oberlandesgericht Dresden zu Norens Gunsten. In der Begründung heißt es:

„Vom Standpunkt der musikalischen Kompositionslehre ist weder das Hauptthema noch das Widersacherthema (aus Strauß' ‚Heldenleben‘) eine ‚Melodie‘. […] Da nun aber […] die ‚Melodie‘ noch immer das wahrhaft Anziehende und Volkstümliche jedes Tonwerkes bildet, so ist ihr eben in dem neuen deutschen Urhebergesetz der weitgehende Schutz gegen jede unberechtigte Ausbeutung gewährt worden. Die Benutzung von Motiven und Themen fremder Musikstücke bleibt dagegen unter der Voraussetzung künstlerischer Verarbeitung und Neugestaltung nach § 13 Absatz 1 auch weiter freigegeben.“

Die Urteilsbegründung, dass es sich bei den zitierten Themen nicht um Melodien handele und deshalb keine Verletzung des Urheberrechts vorliege, rief zahlreiche satirische Entgegnungen in der deutschen Musikpresse hervor.

## Aufnahmen
Es gibt von diesem Werk viele Aufnahmen, zum Beispiel:
- New Yorker Philharmoniker, Willem Mengelberg (1928, Pearl Records)
- Bayerisches Staatsorchester, Richard Strauss (1941, Deutsche Grammophon; Dutton Labs)
- Concertgebouw-Orchester, Willem Mengelberg (1942, Teldec; Naxos Historical)
- Royal Philharmonic Orchestra, Thomas Beecham (1947, Testament; Biddulph)
- Chicago Symphony Orchestra, Fritz Reiner (1954, RCA Living Stereo)
- Sächsische Staatskapelle Dresden, Karl Böhm (1957, Deutsche Grammophon [mono])
- Berliner Philharmoniker, Herbert von Karajan (1959, Deutsche Grammophon)
- Royal Philharmonic Orchestra, Thomas Beecham (1959, EMI [stereo])
- Philadelphia Orchestra, Eugene Ormandy (1960, CBS; Sony Classical)
- London Symphony Orchestra, John Barbirolli (1969, EMI)
- Concertgebouw-Orchester, Bernard Haitink (1970, Philips)
- London Symphony Orchestra, John Barbirolli (1970, BBC Classics [live])
- Staatskapelle Dresden, Rudolf Kempe (1972, EMI)
- Berliner Philharmoniker, Herbert von Karajan (1974, EMI)
- Wiener Philharmoniker, Karl Böhm (1977, Deutsche Grammophon [stereo])
- Wiener Philharmoniker, André Previn (1988, Telarc)
- Cleveland Orchestra, Christoph von Dohnanyi (1992, Decca)
- Sächsische Staatskapelle Dresden, Giuseppe Sinopoli (1992, Deutsche Grammophon)
- Wiener Philharmoniker, Carlos Kleiber (1993 [live])
- Tschechische Philharmonie, Vladimir Ashkenazy (2000, Elton)
- WDR Sinfonieorchester Köln, Semjon Bytschkow (2001, Avie)
- Tonhalle-Orchester Zürich, David Zinman (2003, Arte Nova Classics)
- Chicago Symphony Orchestra, Daniel Barenboim (2003, Erato/Warner Classics)
- Wiener Philharmoniker, Christian Thielemann (2003, Deutsche Grammophon)
- Concertgebouw-Orchester, Mariss Jansons (2004, RCO Live)
- Berliner Philharmoniker, Simon Rattle (2005, EMI)
- Sächsische Staatskapelle Dresden, Fabio Luisi (2007, Sony)
- Pittsburgh Symphony Orchestra, Manfred Honeck (2008, Exton)
- Frankfurter Opern- und Museumsorchester, Sebastian Weigle (2013, OehmsClassics)